# Seth Green
Seth Benjamin Green (n. 8 februarie 1974) este un actor american, comediant, care a făcut voiceover și este și producător de televiziune. Este binecunoscut pentru rolul său Daniel „Oz” Osbourne în Buffy, spaima vampirilor, dar și ca fiul Dr. Evil, Scott, din seria lui Austin Powers și Mitch Miller, That '70s Show. A făcut voiceover, având rolurile Chris Griffin din Family Guy, Locotenentul Gibbs din Titan Maximum, Jeff "Joker" Moreau din jocurile video Mass Effect. El este unul dintre creatorii și producătorii serialului de televiziune Robot Chicken, unde a dublat mai multe personaje. A apărut în filme precum Rat Race, The Italian Job, Can't Hardly Wait, Without a Paddle. 

## Biografie
S-a născut în Overbrook Park, părinții săi fiind Barbara (născută Gesshel), artistă, și Herb Green, un profesor de matematică. A fost crescut într-o familie de evrei, tocmai de aceea nu a avut nici o greutate să joace în filmul lui Woody Allen, Radio Days, un băiat evreu.  Strămoșii săi sunt din Polonia, Rusia și Scoția. Adesea îi place să spună despre sine: „Dacă mă uit la părinții și rudele mele, sunt rus, scoțian și polonez. Acest lucru înseamnă că sunt foarte rezistent la băutură”. 

## Cariera
A început actoria de la vârsta de 7 ani, și are ca influențe Monty Python, Blackadder, Saturday Night Live, Richard Pryor, Bill Cosby, Porky's și Caddyshack. Primul său rol în film a fost cel din A Billion for Boris, din 1984. La vârsta de opt ani a jucat în filmul The Hotel New Hampshire alături de Jodie Foster și Rob Lowe. În anul 1987 a apărut în filmul Can't Buy Me Love, având rolul fratelui mai mic al lui Patrick Dempsey, Chuckie Miller. În 1988 a jucat în pelicula Big Business și în același an a lucrat și la pelicula My Stepmother Is an Alien. A urmat seria de televiziune Buffy the Vampire Slayer, în care a jucat alături de Alyson Hannigan.

## Filmografie

### Filme
| An   | Titlu                                                          | Rol                                  | Note                              |
| ---- | -------------------------------------------------------------- | ------------------------------------ | --------------------------------- |
| 1984 | Billions for Boris                                             | Benjamin 'Ape-Face' Andrews          |                                   |
| 1984 | Hotelul New Hampshire                                          | 'Egg' Berry                          |                                   |
| 1986 | Willy/Milly                                                    | Malcolm                              |                                   |
| 1987 | Zilele radioului                                               | Joe                                  |                                   |
| 1987 | Can't Buy Me Love                                              | Chuckie Miller                       |                                   |
| 1988 | O afacere mare                                                 | Jason                                |                                   |
| 1988 | Mama mea vitregă e extraterestră                               | Fred Glass                           |                                   |
| 1990 | Missing Parents                                                | Leo                                  |                                   |
| 1990 | Dă mai tare!                                                   | Joey                                 |                                   |
| 1991 | Our Shining Moment                                             | Wheels                               |                                   |
| 1992 | Mini Agentul secret                                            | Chip                                 |                                   |
| 1992 | Buffy, vânătoarea de vampiri                                   | Vampire                              | nemenționat                       |
| 1993 | Ticks                                                          | Tyler Burns                          |                                   |
| 1993 | Arcade                                                         | Stilts                               |                                   |
| 1993 | Războiul găștilor                                              | Wiley                                |                                   |
| 1993 | The Day My Parents Ran Away                                    | Leo                                  |                                   |
| 1995 | Notes from Underground                                         | Punk Neighbor                        |                                   |
| 1995 | White Man's Burden                                             | 3rd Youth at Hot Dog Stand           |                                   |
| 1996 | Petrecere pentru Gillian                                       | Danny Green                          |                                   |
| 1997 | Boys Life 2                                                    | Homophobe 2                          | Segment: "Nunzio's Second Cousin" |
| 1997 | Austin Powers și organizația secretă                           | Scott Evil                           |                                   |
| 1998 | Viață de liceu                                                 | Kenny Fisher                         |                                   |
| 1998 | Inamicul statului                                              | Selby                                | nemenționat                       |
| 1999 | Mâini ucigașe                                                  | Mick                                 |                                   |
| 1999 | Stonebrook                                                     | Cornelius                            |                                   |
| 1999 | Austin Powers 2 - Spionul care mi-a tras-o                     | Scott Evil                           |                                   |
| 2001 | Rock Star 101                                                  | Le'Von                               | Scurtmetraj                       |
| 2001 | Trompeta lebedei                                               | Boyd                                 | Rol de voce                       |
| 2001 | The Attic Expeditions                                          | Douglas                              |                                   |
| 2001 | Josie and the Pussycats                                        | Travis (Du Jour band member)         |                                   |
| 2001 | Răsfățații Americii                                            | Danny Wax                            |                                   |
| 2001 | Cursa nebunilor                                                | Duane Cody                           |                                   |
| 2001 | Patru băieți și o geantă                                       | Johnny Marbles                       |                                   |
| 2002 | Austin Powers: Goldmember                                      | Scott Evil                           |                                   |
| 2003 | Petrecărețul                                                   | James St. James                      |                                   |
| 2003 | Jaf în stil italian                                            | Lyle (a.k.a. "Napster")              |                                   |
| 2004 | Scooby Doo: Monștri dezlănțuiți                                | Patrick Wisely                       |                                   |
| 2004 | Fără o vâslă                                                   | Dan Mott                             |                                   |
| 2005 | Dă-te mare și tare!                                            | Shotgun (producător de videoclipuri) | nemenționat                       |
| 2005 | Family Guy Presents: Stewie Griffin - The Untold Story         | Chris Griffin, diverse roluri        |                                   |
| 2005 | Cavalerul de onoare                                            | Murray                               |                                   |
| 2006 | National Lampoon Presents Electric Apricot: Quest for Festeroo | Jonah "the taper guy"                |                                   |
| 2006 | În spatele camerelor de filmatt                                | Slut Wars Host                       |                                   |
| 2008 | În SEXcursie                                                   | Ezekiel                              |                                   |
| 2009 | Vechi tovarăși                                                 | Craig White                          |                                   |
| 2011 | Mămici pentru Marte                                            | Milo                                 | Captură de mișcare                |
| 2011 | The Story of Luke                                              | Zack                                 |                                   |
| 2013 | Sexy Evil Genius                                               | Zachary Newman                       |                                   |
| 2013 | I Know That Voice                                              | Rolul său                            | Documentar                        |
| 2014 | Gardienii galaxiei                                             | Howard the Duck                      | nemenționat. Rol de voce cameo    |
| 2014 | The Identical                                                  | Dino                                 |                                   |
| 2014 | Pene galbene                                                   | Yellowbird (Pene galbene)            | Voce                              |
| 2015 | Wrestling Isn't Wrestling                                      | DX Fan                               | Scurtmetraj                       |
| 2015 | Krampus. Spaima Crăciunului                                    | Lumpy (interpret în costum)          |                                   |
| 2016 | Holidays                                                       | Pete Gunderson                       |                                   |
| 2017 | Lego Batman: Filmul                                            | King Kong                            | Voce                              |
| 2017 | Gardienii Galaxiei Vol. 2                                      | Howard the Duck                      | Voce                              |
| 2018 | Un gest stupid și inutil                                       | Christopher Guest                    |                                   |
| 2018 | Dear Dictator                                                  | Dr. Charles Seaver                   |                                   |
| 2019 | Changeland                                                     | Brandon                              | Și scenarist și regizor           |
| 2020 | Wednesdays                                                     | Patrick                              | Post-producție                    |

### Televiziune
| An           | Titlu                                    | Rol                                        | Note                                                       |
| ------------ | ---------------------------------------- | ------------------------------------------ | ---------------------------------------------------------- |
| 1984         | Young People's Specials                  | Charlie                                    | Episodul: "Charlie's Christmas Secret"                     |
| 1985         | ABC Afterschool Special                  | Tommy Sanders                              | Episodul: "I Want to Go Home"                              |
| 1985         | Tales from the Darkside                  | Timmy                                      | Episodul: "Monsters in My Room"                            |
| 1986         | Amazing Stories                          | Lance                                      | Episodul: "The Sitter"                                     |
| 1986         | Spenser: For Hire                        | Andy Chandler                              | Episodul: "The Hopes and Fears"                            |
| 1988         | The Facts of Life                        | Adam Brinkerhoff                           | 2 episoade                                                 |
| 1989         | Free Spirit                              | Joey                                       | Episodul: "Too Much of a Good Thing"                       |
| 1989         | Mr. Belvedere                            | Louis                                      | 2 episoade: "Big", "Paper Mill"                            |
| 1990         | Life Goes On                             | William Butler                             | 2 episoade                                                 |
| 1990         | It                                       | Young Richie Tozier                        | 2 episoade                                                 |
| 1991         | Good & Evil                              | David                                      | 6 episoade                                                 |
| 1992         | Evening Shade                            | Larry Phipps                               | Episodul: "Hasta la Vista"                                 |
| 1992         | The Wonder Years                         | Jimmy Donnelly                             | 2 episoade                                                 |
| 1992         | Batman: Serialul de Animație             | Wizard (voce)                              | Episodul: "I Am the Night"                                 |
| 1993         | Beverly Hills, 90210                     | Wayne                                      | Episodul: "The Game Is Chicken"                            |
| 1993         | The X-Files                              | Emil                                       | Episodul: "Deep Throat"                                    |
| 1993         | seaQuest DSV                             | Mark "Wolfman"                             | Episodul: "Photon Bullet"                                  |
| 1994         | The Byrds of Paradise                    | Harry Byrd                                 | 8 episoade                                                 |
| 1994         | Weird Science                            | Lubec                                      | Episodul: "Lisa's Virus"                                   |
| 1995         | Haunted Lives: True Ghost Stories        | Termite                                    | Miniserie                                                  |
| 1995         | Step by Step                             | Danny                                      | Episodul: "Head of the Class"                              |
| 1996         | Something So Right                       | Napoleon                                   | Episodul: "Pilot"                                          |
| 1997         | Pearl                                    | Bob                                        | Episodul: "Mission ImPearlsible"                           |
| 1997         | Mad About You                            | Bobby Rubenfeld                            | Episodul: "Guardianhood"                                   |
| 1997         | The Drew Carey Show                      | The MC                                     | Episodul: "That Thing You Don't"                           |
| 1997         | Temporarily Yours                        | David Silver                               | 6 episoade                                                 |
| 1997–2000    | Buffy the Vampire Slayer                 | Daniel "Oz" Osbourne                       | 39 de episoade                                             |
| 1998         | Cybill                                   | Jaybo                                      | Episodul: "Cybill Sheridan's Day Off"                      |
| 1999–prezent | Family Guy                               | Chris Griffin, Diverse voci                | Rol principal                                              |
| 1999         | Angel                                    | Daniel "Oz" Osbourne                       | Episodul: "In the Dark"                                    |
| 1999         | Saturday Night Live                      | Rolul său                                  | Episodul: "Sarah Michelle Gellar/Backstreet Boys"          |
| 1999–2000    | Batman Beyond                            | Nelson Nash, Dempsey (voci)                | 8 episoade                                                 |
| 1999–2000    | 100 Deeds for Eddie McDowd               | Eddie McDowd (voce)                        | 13 episoade                                                |
| 2000–2005    | MADtv                                    | Brightling                                 | 4 episoade                                                 |
| 2000         | Tucker                                   | Rolul său                                  | 3 episoade                                                 |
| 2002         | Greg the Bunny                           | Jimmy Bender                               | 13 episoade                                                |
| 2002         | Whatever Happened to Robot Jones?        | Diverse voci                               | 4 episoade                                                 |
| 2003–2004    | That '70s Show                           | Mitch Miller                               | 5 episoade                                                 |
| 2003         | Aqua Teen Hunger Force                   | Rolul său (voce)                           | Episodul: "The Dressing"                                   |
| 2003         | Punk'd                                   | Rolul său                                  | 1 episode                                                  |
| 2004         | Married to the Kellys                    | Dr. Jim Coglan                             | Episodul: "A Portrait of Susan"                            |
| 2004, 2007   | Crank Yankers                            | Travis, Russel și Taylor (voce)            | 3 episoade                                                 |
| 2004         | Sesame Street                            | Vinny                                      | 2 episoade                                                 |
| 2005         | Will & Grace                             | Randall Finn                               | Episodul: "Friends with Benefits"                          |
| 2005–2016    | American Dad!                            | Diverse voci                               | 4 episoade                                                 |
| 2005–present | Robot Chicken                            | Diverse voci                               | Și co-creator, regizor, scenarist și producător executiv   |
| 2006         | Four Kings                               | Barry                                      | 13 episoade                                                |
| 2006         | Ned's Declassified School Survival Guide | Dog (voce)                                 | Episodul: "Guide to April Fool's Day and Excuses"          |
| 2006         | The Secret Policeman's Ball              | Private Parts, Mt. Pink                    | Special TV                                                 |
| 2006–2008    | Entourage                                | Rolul său                                  | 3 episoade                                                 |
| 2007         | Grey's Anatomy                           | Nick                                       | 2 episoade                                                 |
| 2008         | Reno 911!                                | Rick the Manager                           | Episodul: "Undercover at Burger Cousin"                    |
| 2008         | My Name Is Earl                          | Buddy                                      | Episodul: "The Magic Hour"                                 |
| 2008         | Eroii                                    | Sam                                        | 2 episoade                                                 |
| 2009, 2014   | WWE Raw                                  | Gazdă                                      | Special TV                                                 |
| 2009–2010    | Star Wars: The Clone Wars                | Todo 360, Ion Papanoida (voci)             | 4 episoade                                                 |
| 2009         | Titan Maximum                            | Lt. Gibbs, Diverse voci                    | 9 episoade; și producător executiv                         |
| 2009         | The Cleveland Show                       | Chris Griffin (voce)                       | 2 episoade                                                 |
| 2009         | The Venture Brothers                     | Lance Hale (voce)                          | Episodul: "Self-Medication"                                |
| 2010         | Warren The Ape                           | Rolul său                                  | Episodul: "Amends"                                         |
| 2011–2013    | MAD                                      | Diverse voci                               | 3 episoade                                                 |
| 2011         | Delete                                   | Lucifer                                    | 2 episoade                                                 |
| 2012–2014    | Phineas and Ferb                         | Monty Monogram (voce)                      | 5 episoade                                                 |
| 2012         | Franklin & Bash                          | Jango                                      | Episodul: "Jango and Rossi"                                |
| 2012         | Dan Vs.                                  | Ahkenrah (voce)                            | Episodul: "The Mummy"                                      |
| 2012         | How I Met Your Mother                    | Daryl LaCorte                              | Episodul: "The Final Page"                                 |
| 2012–2013    | Holliston                                | Gustavo                                    | 2 episoade                                                 |
| 2012         | Comedy Central Roast of Roseanne Barr    | Roaster                                    | Television special                                         |
| 2013         | Conan                                    | Conan O'Brien                              | Episodul: "Occupy Conan: When Outsourcing Goes Too Far"    |
| 2013         | Men at Work                              | Homeless Guy                               | Episodul: "Will Work for Milo"                             |
| 2013–2014    | Dads                                     | Eli Sachs                                  | 18 episoade                                                |
| 2013–2015    | Hulk and the Agents of S.M.A.S.H.        | Rick Jones / A-Bomb, Rocket Raccoon (voci) | Rol principal                                              |
| 2013         | Husbands                                 | The Officiant                              | Episodul: "I Do Over"                                      |
| 2014         | Avengers Assemble                        | Rocket Raccoon (voce)                      | Episodul: "Guardians and Space Knights"                    |
| 2014–2017    | Teenage Mutant Ninja Turtles             | Leonardo, Diverse voci                     | Rol principal (sez. 3–5)                                   |
| 2015         | Community                                | Scrunch                                    | Episodul: "Emotional Consequences of Broadcast Television" |
| 2016         | Ice Age: The Great Egg-Scapade           | Squint (voce)                              | Special                                                    |
| 2016         | Castle                                   | Linus (voce)                               | nemenționat; 2 episoade                                    |
| 2016         | Broad City                               | Jared                                      | 2 episoade                                                 |
| 2016         | The Loud House                           | Loki (voce)                                | Episodul: "One of the Boys"                                |
| 2016         | Mary + Jane                              | Toby                                       | Episodul: "Neighborhood Watch"                             |
| 2017         | Crazy Ex-Girlfriend                      | Patrick                                    | Episodul: "Is Josh Free in Two Weeks?"                     |
| 2017         | The Simpsons                             | Robot Chicken Nerd (voce)                  | Episodul: "The Cad and the Hat"                            |
| 2017         | Buddy Thunderstruck                      | N/A                                        | producător executiv                                        |
| 2017         | Star Wars Rebels                         | Captain Seevor (voce)                      | Episodul: "Crawler Commanders"                             |
| 2018         | Guardians of the Galaxy                  | Howard the Duck (voce)                     | 6 episoade                                                 |
| 2018         | Bobcat Goldthwait's Misfits & Monsters   | Noble Bartell                              | Episodul: "Bubba the Bear"                                 |
| 2018         | 12 oz. Mouse                             | Mouse "Fitz" Fitzgerald (voce)             | Episodul: "Invictus" Ca Baron Victor Von Hamburger III     |
| 2019         | Historical Roasts                        | David Bowie                                | Episodul: "Freddie Mercury"                                |
| 2020         | The Rookie                               | Jordan Neil                                | Episodul: "Hand-Off"                                       |
| 2020         | Crossing Swords                          | Blinkerquartz (voce)                       | 10 episoade                                                |

### Web
| An           | Titlu                                         | Rol          | Note                                            |
| ------------ | --------------------------------------------- | ------------ | ----------------------------------------------- |
| 2008–2009    | Seth MacFarlane's Cavalcade of Cartoon Comedy | Diverse voci | 5 episoade                                      |
| 2010         | Team Unicorn: G33K & G4M3R Girls              | Rolul său    |                                                 |
| 2012         | Saber 2: The Body Wash Strikes Back           | N/A          | Regizor                                         |
| 2014–2015    | TableTop                                      | Rolul său    | episoadele: "Star Wars: X-Wing" și "Libertalia" |
| 2015         | Con Man                                       | Casey        | Episodul: "Thank You for Your Service"          |
| 2015         | Wrestling Isn't Wrestling                     | D-X Fan      | Cameo                                           |
| 2015–present | SuperMansion                                  | Diverse voci | Și producător executiv                          |
| 2016–present | Camp WWE                                      | N/A          | producător                                      |

### Jocuri video
| An   | Titlu                                      | Rol                                   | Note                                                         |
| ---- | ------------------------------------------ | ------------------------------------- | ------------------------------------------------------------ |
| 1992 | Make My Video                              | Band Member                           |                                                              |
| 1994 | Playtoons                                  | Sneetches, Peter T. Hooper, Crowd #1  | Storylines: "Uncle Archibald" and "The Secret of the Castle" |
| 1994 | Storybook Weaver                           | Diverse                               |                                                              |
| 2004 | Storybook Weaver Deluxe                    | Diverse                               |                                                              |
| 2006 | Family Guy joc video!                      | Chris Griffin                         |                                                              |
| 2007 | Mass Effect                                | Flight Lieutenant Jeff "Joker" Moreau | Și asemănarea cu personajul                                  |
| 2010 | Mass Effect 2                              | Flight Lieutenant Jeff "Joker" Moreau | Și asemănarea                                                |
| 2012 | Mass Effect 3                              | Flight Lieutenant Jeff "Joker" Moreau | Și asemănarea                                                |
| 2012 | Family Guy: Back to the Multiverse         | Chris Griffin                         |                                                              |
| 2014 | Family Guy: The Quest for Stuff            | Chris Griffin                         |                                                              |
| 2014 | Watch Dogs                                 | Bobby Ames                            |                                                              |
| 2016 | Call of Duty: Infinite Warfare             | Poindexter Zittermann                 |                                                              |
| 2016 | Teenage Mutant Ninja Turtles: Portal Power | Leonardo                              |                                                              |